# Hockey World League 2012-13 (mannen), ronde 2
Ronde 2 van de Hockey World League 2012-13 (mannen) werd gehouden in de periode februari, maart 2013. De 24 deelnemende landen streden in vier toernooien om zeven plaatsen in de halve finale van de Hockey World League.

## Kwalificatie
De acht landen die op de wereldranglijst van januari 2012 op de posities 9 tot en met 16 stonden, waren direct voor deze tweede ronde gekwalificeerd. Dertien landen kwalificeerden zich uit de eerste ronde. Drie landen hoefden niet in de eerste ronde te spelen omdat ze een toernooi in de tweede ronde organiseerden.
| Data                           | Evenement                                 | Locatie                                   | Quota                      | Gekwalificeerd                                                   |
| ------------------------------ | ----------------------------------------- | ----------------------------------------- | -------------------------- | ---------------------------------------------------------------- |
|                                | Nummer 9 t/m 16 op de FIH-wereldranglijst | Nummer 9 t/m 16 op de FIH-wereldranglijst | 8                          | India Canada Argentinië Zuid-Afrika België China Maleisië1 Japan |
| Gastlanden                     | Gastlanden                                | 3                                         | Brazilië Frankrijk Rusland |                                                                  |
| 17–19 augustus 2012            | Eerste ronde                              | Tsjechië, Praag                           | 2                          | Polen Oekraïne Tsjechië1                                         |
| 31 augustus – 2 september 2012 | Eerste ronde                              | Singapore, Singapore                      | 1                          | Bangladesh                                                       |
| 7–9 september 2012             | Eerste ronde                              | Wales, Cardiff                            | 2                          | Ierland Oostenrijk                                               |
| 7–9 september 2012             | Eerste ronde                              | Ghana, Accra                              | 1                          | Egypte                                                           |
| 25–30 september 2012           | Eerste ronde                              | Portugal, Lousada                         | 2                          | Schotland Portugal                                               |
| 14–17 november 2012            | Eerste ronde                              | Trinidad en Tobago, Port of Spain         | 2                          | Trinidad en Tobago Chili                                         |
| 16–18 november 2012            | Eerste ronde                              | Verenigde Staten, Chula Vista             | 1                          | Verenigde Staten                                                 |
| 27 november – 2 december 2012  | Eerste ronde                              | Qatar, Doha                               | 1                          | Oman2                                                            |
| 9–12 december 2012             | Eerste ronde                              | Fiji, Suva                                | 1                          | Fiji                                                             |
| Total                          | Total                                     | Total                                     | 24                         |                                                                  |

- 1:In eerste instantie zou Duitsland een halve finale organiseren. Dat land gaf de organisatie om financiële reden terug. Maleisië nam de organisator over en hoefde daardoor niet in de tweede ronde uit te komen.[2] De FIH wees Tsjechië als vervanger aan.
- 2: Azerbeidzjan trok zich terug. De FIH wees Oman als vervanger aan.

## New Delhi
In New Delhi, India, werd van 18 tot en met 24 februari 2013 gespeeld. De twee beste landen plaatsten zich voor de halve finale.
| Team       | GS | W | G | V | DV | DT | DS  | Ptn |
| ---------- | -- | - | - | - | -- | -- | --- | --- |
| India      | 5  | 5 | 0 | 0 | 37 | 4  | +33 | 15  |
| Ierland    | 5  | 4 | 0 | 1 | 31 | 7  | +24 | 12  |
| Bangladesh | 5  | 3 | 0 | 2 | 18 | 17 | +1  | 9   |
| China      | 5  | 2 | 0 | 3 | 10 | 12 | −2  | 6   |
| Oman       | 5  | 1 | 0 | 4 | 11 | 27 | −16 | 3   |
| Fiji       | 5  | 0 | 0 | 5 | 8  | 48 | −40 | 0   |

| 18 februari 2013 14:00 |         |      |                                                                     |
| China                  | 4 – 0   | Oman | Scheidsrechters: Gurinder Singh Sandha (IND) Rawi Anbananthan (MAS) |
|                        | verslag |      | Scheidsrechters: Gurinder Singh Sandha (IND) Rawi Anbananthan (MAS) |

| 18 februari 2013 16:00 |         |            |                                                             |
| Ierland                | 5 – 2   | Bangladesh | Scheidsrechters: Khalil Al-Balushi (OMA) Javid Sheikh (IND) |
|                        | verslag |            | Scheidsrechters: Khalil Al-Balushi (OMA) Javid Sheikh (IND) |

| 18 februari 2013 20:00 |         |      |                                                     |
| India                  | 16 – 0  | Fiji | Scheidsrechters: Deon Nel (RSA) Kieran Bolger (IRL) |
|                        | verslag |      | Scheidsrechters: Deon Nel (RSA) Kieran Bolger (IRL) |

| 20 februari 2013 16:00 |         |         |                                                      |
| Fiji                   | 0 – 13  | Ierland | Scheidsrechters: Latifur Rahman (BAN) Deon Nel (RSA) |
|                        | verslag |         | Scheidsrechters: Latifur Rahman (BAN) Deon Nel (RSA) |

| 20 februari 2013 18:00 |         |            |                                                                  |
| China                  | 2 – 3   | Bangladesh | Scheidsrechters: Kieran Bolger (IRL) Gurinder Singh Sangha (IND) |
|                        | verslag |            | Scheidsrechters: Kieran Bolger (IRL) Gurinder Singh Sangha (IND) |

| 20 februari 2013 20:00 |         |      |                                                          |
| India                  | 9 – 1   | Oman | Scheidsrechters: Rawi Anbananthan (MAS) Tao Zhinan (CHN) |
|                        | verslag |      | Scheidsrechters: Rawi Anbananthan (MAS) Tao Zhinan (CHN) |

| 21 februari 2013 14:00 |         |       |                                                               |
| Fiji                   | 1 – 4   | China | Scheidsrechters: Khalil Al-Baluhsi (OMA) Latifur Rahman (BAN) |
|                        | verslag |       | Scheidsrechters: Khalil Al-Baluhsi (OMA) Latifur Rahman (BAN) |

| 21 februari 2013 16:00 |         |      |                                                      |
| Bangladesh             | 4 – 1   | Oman | Scheidsrechters: Javed Shaikh (IND) Tao Zhinan (CHN) |
|                        | verslag |      | Scheidsrechters: Javed Shaikh (IND) Tao Zhinan (CHN) |

| 21 februari 2013 20:00 |         |       |                                                        |
| Ierland                | 2 – 3   | India | Scheidsrechters: Deon Nel (RSA) Rawi Anbananthan (MAS) |
|                        | verslag |       | Scheidsrechters: Deon Nel (RSA) Rawi Anbananthan (MAS) |

| 23 februari 2013 16:00 |         |      |                                                             |
| Bangladesh             | 8 – 4   | Fiji | Scheidsrechters: Khalil Al-Balushi (OMA) Javed Shaikh (IND) |
|                        | verslag |      | Scheidsrechters: Khalil Al-Balushi (OMA) Javed Shaikh (IND) |

| 23 februari 2013 18:00 |         |         |                                                               |
| Oman                   | 2 – 7   | Ierland | Scheidsrechters: Gurinder Singh Sangha (IND) Tao Zhinan (CHN) |
|                        | verslag |         | Scheidsrechters: Gurinder Singh Sangha (IND) Tao Zhinan (CHN) |

| 23 februari 2013 20:00 |         |       |                                                             |
| China                  | 0 – 4   | India | Scheidsrechters: Kieran Bolger (IRL) Rawi Anbananthan (MAS) |
|                        | verslag |       | Scheidsrechters: Kieran Bolger (IRL) Rawi Anbananthan (MAS) |

| 24 februari 2013 12:00 |         |      |                                                        |
| Oman                   | 7 – 3   | Fiji | Scheidsrechters: Tao Zhinan (CHN) Latifur Rahman (BAN) |
|                        | verslag |      | Scheidsrechters: Tao Zhinan (CHN) Latifur Rahman (BAN) |

| 24 februari 2013 16:00 |         |       |                                                                 |
| Ierland                | 4 – 0   | China | Scheidsrechters: Gurinder Singh Sangha (IND) Javed Shaikh (IND) |
|                        | verslag |       | Scheidsrechters: Gurinder Singh Sangha (IND) Javed Shaikh (IND) |

| 24 februari 2013 20:00 |         |            |                                                     |
| India                  | 5 – 1   | Bangladesh | Scheidsrechters: Kieran Bolger (RIL) Deon Nel (RSA) |
|                        | verslag |            | Scheidsrechters: Kieran Bolger (RIL) Deon Nel (RSA) |

## Rio de Janeiro
In Rio de Janeiro, Brazilië, werd van 27 februari tot en met 5 maart 2013 gespeeld. De twee beste landen plaatsten zich voor de halve finale.
| Team               | GS | W | WS | VS | V | DV | DT | DS  | Ptn |
| ------------------ | -- | - | -- | -- | - | -- | -- | --- | --- |
| Argentinië         | 5  | 5 | 0  | 0  | 0 | 38 | 4  | +34 | 15  |
| Zuid-Afrika        | 5  | 4 | 0  | 0  | 1 | 32 | 8  | +24 | 12  |
| Chili              | 5  | 3 | 0  | 0  | 2 | 9  | 13 | −4  | 9   |
| Trinidad en Tobago | 5  | 1 | 1  | 0  | 3 | 11 | 25 | −14 | 5   |
| Verenigde Staten   | 5  | 1 | 0  | 1  | 3 | 7  | 17 | −10 | 4   |
| Brazilië           | 5  | 0 | 0  | 0  | 5 | 3  | 33 | −30 | 0   |

| 27 februari 2013 09:00 |         |          |                                                          |
| Zuid-Afrika            | 9 – 0   | Brazilië | Scheidsrechters: Nku Davis (TRI) Maximiliano Scala (ARG) |
|                        | verslag |          | Scheidsrechters: Nku Davis (TRI) Maximiliano Scala (ARG) |

| 27 februari 2013 11:00 |         |                    |                                                         |
| Argentinië             | 9 – 2   | Trinidad en Tobago | Scheidsrechters: Olivier Hock (BRA) Grant Hundley (USA) |
|                        | verslag |                    | Scheidsrechters: Olivier Hock (BRA) Grant Hundley (USA) |

| 27 februari 2013 15:30 |         |                  |                                                         |
| Chili                  | 1 – 0   | Verenigde Staten | Scheidsrechters: Roel van Eert (NED) Peter Wright (RSA) |
|                        | verslag |                  | Scheidsrechters: Roel van Eert (NED) Peter Wright (RSA) |

| 28 februari 2013 09:00 |         |          |                                                                 |
| Argentinië             | 10 – 0  | Brazilië | Scheidsrechters: Sebastian Bustamente (CHI) Jakub Mejzlík (CZE) |
|                        | verslag |          | Scheidsrechters: Sebastian Bustamente (CHI) Jakub Mejzlík (CZE) |

| 28 februari 2013 11:00 |         |                  |                                                         |
| Zuid-Afrika            | 6 – 1   | Verenigde Staten | Scheidsrechters: Roel van Eert (NED) Olivier Hock (BRA) |
|                        | verslag |                  | Scheidsrechters: Roel van Eert (NED) Olivier Hock (BRA) |

| 28 februari 2013 15:30 |         |       |                                                             |
| Trinidad en Tobago     | 0 – 4   | Chili | Scheidsrechters: Maximiliano Scala (ARG) Peter Wright (RSA) |
|                        | verslag |       | Scheidsrechters: Maximiliano Scala (ARG) Peter Wright (RSA) |

| 2 maart 2013 09:00 |         |          |                                                                |
| Verenigde Staten   | 5 – 0   | Brazilië | Scheidsrechters: Sebastian Bustamente (CHI) Peter Wright (RSA) |
|                    | verslag |          | Scheidsrechters: Sebastian Bustamente (CHI) Peter Wright (RSA) |

| 2 maart 2013 11:00 |         |             |                                                          |
| Trinidad en Tobago | 2 – 9   | Zuid-Afrika | Scheidsrechters: Jakub Mejzlík (CZE) Grant Hundley (USA) |
|                    | verslag |             | Scheidsrechters: Jakub Mejzlík (CZE) Grant Hundley (USA) |

| 2 maart 2013 15:30 |         |            |                                                      |
| Chili              | 0 – 6   | Argentinië | Scheidsrechters: Roel van Eert (NED) Nku Davis (TRI) |
|                    | verslag |            | Scheidsrechters: Roel van Eert (NED) Nku Davis (TRI) |

| 3 maart 2013 09:00 |         |                    |                                                        |
| Verenigde Staten   | 1 – 1   | Trinidad en Tobago | Scheidsrechters: Jakub Mejzlík (CZE) Oliver Hoch (BRA) |
|                    | verslag |                    | Scheidsrechters: Jakub Mejzlík (CZE) Oliver Hoch (BRA) |
| Shoot-out          |         |                    | Scheidsrechters: Jakub Mejzlík (CZE) Oliver Hoch (BRA) |
|                    | 3 – 4   |                    | Scheidsrechters: Jakub Mejzlík (CZE) Oliver Hoch (BRA) |

| 3 maart 2013 11:00 |         |       |                                                          |
| Brazilië           | 1 – 3   | Chili | Scheidsrechters: Nku Davis (TRI) Maximiliano Scala (ARG) |
|                    | verslag |       | Scheidsrechters: Nku Davis (TRI) Maximiliano Scala (ARG) |

| 3 maart 2013 15:30 |         |            |                                                          |
| Zuid-Afrika        | 2 – 4   | Argentinië | Scheidsrechters: Roel van Eert (NED) Grant Hundley (USA) |
|                    | verslag |            | Scheidsrechters: Roel van Eert (NED) Grant Hundley (USA) |

| 5 maart 2013 09:00 |         |             |                                                              |
| Chili              | 1 – 6   | Zuid-Afrika | Scheidsrechters: Jakub Mejzlík (CZE) Maximiliano Scala (ARG) |
|                    | verslag |             | Scheidsrechters: Jakub Mejzlík (CZE) Maximiliano Scala (ARG) |

| 5 maart 2013 11:00 |         |                  |                                                     |
| Argentinië         | 9 − 0   | Verenigde Staten | Scheidsrechters: Nku Davis (TRI) Peter Wright (RSA) |
|                    | verslag |                  | Scheidsrechters: Nku Davis (TRI) Peter Wright (RSA) |

| 5 maart 2013 15:30 |         |                    |                                                                 |
| Brazilië           | 2 − 6   | Trinidad en Tobago | Scheidsrechters: Sebastian Bustamente (CHI) Grant Hundley (USA) |
|                    | verslag |                    | Scheidsrechters: Sebastian Bustamente (CHI) Grant Hundley (USA) |

## Saint-Germain-en-Laye
In Saint-Germain-en-Laye, Frankrijk, werd van 6 tot en met 12 mei 2013 gespeeld. Het beste land plaatste zich voor de halve finale. De nummer 2 is afhankelijk van de nummer 2 uit de groep die in Rusland werd gespeeld. Het hoogst gekwalificeerde land op de FIH-wereldranglijst zou zich kwalificeren. Dit bleek Frankrijk (17e) te zijn, ten koste van Rusland (20e)
| Team      | GS | W | WS | VS | V | DV | DT | DS  | Ptn |
| --------- | -- | - | -- | -- | - | -- | -- | --- | --- |
| België    | 5  | 5 | 0  | 0  | 0 | 44 | 6  | +38 | 15  |
| Frankrijk | 5  | 4 | 0  | 0  | 1 | 17 | 8  | +9  | 12  |
| Canada    | 5  | 3 | 0  | 0  | 2 | 16 | 13 | +3  | 9   |
| Schotland | 5  | 1 | 1  | 0  | 3 | 17 | 17 | 0   | 5   |
| Polen     | 5  | 1 | 0  | 1  | 3 | 16 | 21 | −5  | 4   |
| Portugal  | 5  | 0 | 0  | 0  | 5 | 2  | 47 | −45 | 0   |

| 6 mei 2013 13:00 |         |          |                                                         |
| België           | 19 − 0  | Portugal | Scheidsrechters: Xavier Fenaert (FRA) Deric Leung (CAN) |
|                  | verslag |          | Scheidsrechters: Xavier Fenaert (FRA) Deric Leung (CAN) |

| 6 mei 2013 15:30 |         |           |                                                      |
| Canada           | 5 − 3   | Schotland | Scheidsrechters: Will Drury (WAL) Jorge Santos (POR) |
|                  | verslag |           | Scheidsrechters: Will Drury (WAL) Jorge Santos (POR) |

| 6 mei 2013 18:00 |         |       |                                                                 |
| Frankrijk        | 4 − 2   | Polen | Scheidsrechters: Eduardo Lizana (ESP) Geoffroy van Elegem (BEL) |
|                  | verslag |       | Scheidsrechters: Eduardo Lizana (ESP) Geoffroy van Elegem (BEL) |

| 7 mei 2013 13:00 |         |           |                                                               |
| België           | 7 − 1   | Schotland | Scheidsrechters: Krzysztof Cholewa (POL) Xavier Fenaert (FRA) |
|                  | verslag |           | Scheidsrechters: Krzysztof Cholewa (POL) Xavier Fenaert (FRA) |

| 7 mei 2013 15:30 |         |       |                                                        |
| Canada           | 3 − 1   | Polen | Scheidsrechters: Eduardo Lizana (ESP) Will Drury (WAL) |
|                  | verslag |       | Scheidsrechters: Eduardo Lizana (ESP) Will Drury (WAL) |

| 7 mei 2013 18:00 |         |           |                                                              |
| Portugal         | 0 − 6   | Frankrijk | Scheidsrechters: Geoffroy van Elegem (BEL) Fraser Bell (SCO) |
|                  | verslag |           | Scheidsrechters: Geoffroy van Elegem (BEL) Fraser Bell (SCO) |

| 9 mei 2013 13:00 |         |        |                                                            |
| Portugal         | 1 − 4   | Canada | Scheidsrechters: Krzysztof Cholewa (POL) Fraser Bell (SCO) |
|                  | verslag |        | Scheidsrechters: Krzysztof Cholewa (POL) Fraser Bell (SCO) |

| 9 mei 2013 15:30 |         |           |                                                              |
| Polen            | 3 − 3   | Schotland | Scheidsrechters: Deric Leung (CAN) Geoffroy van Elegem (BEL) |
|                  | verslag |           | Scheidsrechters: Deric Leung (CAN) Geoffroy van Elegem (BEL) |
| Shoot-out        |         |           | Scheidsrechters: Deric Leung (CAN) Geoffroy van Elegem (BEL) |
|                  | 3 − 4   |           | Scheidsrechters: Deric Leung (CAN) Geoffroy van Elegem (BEL) |

| 9 mei 2013 18:00 |         |        |                                                        |
| Frankrijk        | 2 − 3   | België | Scheidsrechters: Eduardo Lizana (ESP) Will Drury (WAL) |
|                  | verslag |        | Scheidsrechters: Eduardo Lizana (ESP) Will Drury (WAL) |

| 11 mei 2013 13:00 |         |          |                                                      |
| Polen             | 9 − 1   | Portugal | Scheidsrechters: Deric Leung (CAN) Fraser Bell (SCO) |
|                   | verslag |          | Scheidsrechters: Deric Leung (CAN) Fraser Bell (SCO) |

| 11 mei 2013 15:30 |         |        |                                                         |
| Canada            | 2 − 5   | België | Scheidsrechters: Will Drury (WAL) Xavier Fernaert (FRA) |
|                   | verslag |        | Scheidsrechters: Will Drury (WAL) Xavier Fernaert (FRA) |

| 11 mei 2013 18:00 |         |           |                                                          |
| Schotland         | 1 − 2   | Frankrijk | Scheidsrechters: Eduardo Lizana (ESP) Jorge Santos (POR) |
|                   | verslag |           | Scheidsrechters: Eduardo Lizana (ESP) Jorge Santos (POR) |

| 12 mei 2013 13:00 |         |       |                                                           |
| België            | 10 − 1  | Polen | Scheidsrechters: Xavier Fernaert (FRA) Jorge Santos (POR) |
|                   | verslag |       | Scheidsrechters: Xavier Fernaert (FRA) Jorge Santos (POR) |

| 12 mei 2013 15:30 |         |          |                                                            |
| Schotland         | 9 − 0   | Portugal | Scheidsrechters: Deric Leung (CAN) Krzysztof Cholewa (POL) |
|                   | verslag |          | Scheidsrechters: Deric Leung (CAN) Krzysztof Cholewa (POL) |

| 12 mei 2013 18:00 |         |        |                                                                 |
| Frankrijk         | 3 − 2   | Canada | Scheidsrechters: Eduardo Lizana (ESP) Geoffroy van Elegem (BEL) |
|                   | verslag |        | Scheidsrechters: Eduardo Lizana (ESP) Geoffroy van Elegem (BEL) |

## Elektrostal
In Elektrostal, Rusland, werd van 27 mei tot en met 2 juni 2013 gespeeld. Het beste land plaatste zich voor de halve finale. De nummer 2 is afhankelijk van de nummer 2 uit de groep die in Frankrijk werd gespeeld. Het hoogst gekwalificeerde land op de FIH-wereldranglijst zou zich kwalificeren. Dit bleek Frankrijk (17e) te zijn, ten koste van Rusland (20e)
| Team       | GS | W | WS | VS | V | DV | DT | DS  | Ptn |
| ---------- | -- | - | -- | -- | - | -- | -- | --- | --- |
| Japan      | 5  | 5 | 0  | 0  | 0 | 18 | 6  | +12 | 15  |
| Rusland    | 5  | 4 | 0  | 0  | 1 | 17 | 10 | +7  | 12  |
| Oekraïne   | 5  | 1 | 2  | 0  | 2 | 7  | 12 | −5  | 7   |
| Oostenrijk | 5  | 1 | 1  | 1  | 2 | 14 | 11 | +1  | 6   |
| Egypte     | 5  | 1 | 0  | 2  | 2 | 11 | 14 | −3  | 5   |
| Tsjechië   | 5  | 0 | 0  | 0  | 5 | 7  | 19 | −12 | 0   |

| 27 mei 2013 14:00 |         |          |                                                          |
| Japan             | 5 − 1   | Oekraïne | Scheidsrechters: Anton Kochin (RUS) Ahmed El-Sayed (EGY) |
|                   | verslag |          | Scheidsrechters: Anton Kochin (RUS) Ahmed El-Sayed (EGY) |

| 27 mei 2013 16:15 |         |            |                                                                |
| Tsjechië          | 0 − 4   | Oostenrijk | Scheidsrechters: David Sweetman (SCO) Yoshikuni Tomiyama (JPN) |
|                   | verslag |            | Scheidsrechters: David Sweetman (SCO) Yoshikuni Tomiyama (JPN) |

| 27 mei 2013 18:30 |         |        |                                                                 |
| Rusland           | 3 − 0   | Egypte | Scheidsrechters: Michael Eilmer (AUT) Maksym Perepelytsya (UKR) |
|                   | verslag |        | Scheidsrechters: Michael Eilmer (AUT) Maksym Perepelytsya (UKR) |

| 28 mei 2013 14:00 |         |          |                                                            |
| Oekraïne          | 1 − 0   | Tsjechië | Scheidsrechters: David Sweetman (SCO) Ahmed El-Sayed (EGY) |
|                   | verslag |          | Scheidsrechters: David Sweetman (SCO) Ahmed El-Sayed (EGY) |

| 28 mei 2013 16:15 |         |        |                                                               |
| Japan             | 3 − 1   | Egypte | Scheidsrechters: Anton Kochin (RUS) Maksym Perepelytsya (UKR) |
|                   | verslag |        | Scheidsrechters: Anton Kochin (RUS) Maksym Perepelytsya (UKR) |

| 28 mei 2013 18:30 |         |            |                                                           |
| Rusland           | 4 − 2   | Oostenrijk | Scheidsrechters: Andrew Kennedy (ENG) Jakub Mejzlík (CZE) |
|                   | verslag |            | Scheidsrechters: Andrew Kennedy (ENG) Jakub Mejzlík (CZE) |

| 30 mei 2013 14:00 |         |        |                                                              |
| Oostenrijk        | 3 − 3   | Egypte | Scheidsrechters: Anton Kochin (RUS) Yoshikuni Tomiyama (JPN) |
|                   | verslag |        | Scheidsrechters: Anton Kochin (RUS) Yoshikuni Tomiyama (JPN) |
| Shoot-out         |         |        | Scheidsrechters: Anton Kochin (RUS) Yoshikuni Tomiyama (JPN) |
|                   | 3 − 1   |        | Scheidsrechters: Anton Kochin (RUS) Yoshikuni Tomiyama (JPN) |

| 30 mei 2013 16:15 |         |       |                                                                 |
| Tsjechië          | 0 − 3   | Japan | Scheidsrechters: Andrew Kennedy (ENG) Maksym Perepelytsya (UKR) |
|                   | verslag |       | Scheidsrechters: Andrew Kennedy (ENG) Maksym Perepelytsya (UKR) |

| 30 mei 2013 18:30 |         |         |                                                           |
| Oekraïne          | 1 − 3   | Rusland | Scheidsrechters: Michael Eilmer (AUT) Jakub Mejzlík (CZE) |
|                   | verslag |         | Scheidsrechters: Michael Eilmer (AUT) Jakub Mejzlík (CZE) |

| 1 juni 2013 10:30 |         |          |                                                           |
| Oostenrijk        | 2 − 2   | Oekraïne | Scheidsrechters: Jakub Mejzlík (CZE) Ahmed El-Sayed (EGY) |
|                   | verslag |          | Scheidsrechters: Jakub Mejzlík (CZE) Ahmed El-Sayed (EGY) |
| Shoot-out         |         |          | Scheidsrechters: Jakub Mejzlík (CZE) Ahmed El-Sayed (EGY) |
|                   | 3 − 4   |          | Scheidsrechters: Jakub Mejzlík (CZE) Ahmed El-Sayed (EGY) |

| 1 juni 2013 12:45 |         |          |                                                                 |
| Egypte            | 5 − 3   | Tsjechië | Scheidsrechters: Michael Eilmer (AUT) Maksym Perepelytsya (UKR) |
|                   | verslag |          | Scheidsrechters: Michael Eilmer (AUT) Maksym Perepelytsya (UKR) |

| 1 juni 2013 15:00 |         |       |                                                            |
| Rusland           | 1 − 3   | Japan | Scheidsrechters: Andrew Kennedy (ENG) David Sweetman (SCO) |
|                   | verslag |       | Scheidsrechters: Andrew Kennedy (ENG) David Sweetman (SCO) |

| 2 juni 2013 10:30 |         |          |                                                               |
| Egypte            | 2 − 2   | Oekraïne | Scheidsrechters: Jakub Mejzlík (CZE) Yoshikuni Tomiyama (JPN) |
|                   | verslag |          | Scheidsrechters: Jakub Mejzlík (CZE) Yoshikuni Tomiyama (JPN) |
| Shoot-out         |         |          | Scheidsrechters: Jakub Mejzlík (CZE) Yoshikuni Tomiyama (JPN) |
|                   | 0 − 1   |          | Scheidsrechters: Jakub Mejzlík (CZE) Yoshikuni Tomiyama (JPN) |

| 2 juni 2013 12:45 |         |            |                                                          |
| Japan             | 4 − 3   | Oostenrijk | Scheidsrechters: Andrew Kennedy (ENG) Anton Kochin (RUS) |
|                   | verslag |            | Scheidsrechters: Andrew Kennedy (ENG) Anton Kochin (RUS) |

| 2 juni 2013 15:00 |         |         |                                                            |
| Tsjechië          | 4 − 6   | Rusland | Scheidsrechters: David Sweetman (SCO) Michael Eilmer (AUT) |
|                   | verslag |         | Scheidsrechters: David Sweetman (SCO) Michael Eilmer (AUT) |